# Disocactus flagelliformis
Disocactus flagelliformis là một loài thực vật có hoa trong họ Cactaceae. Loài này được (L.) Barthlott mô tả khoa học đầu tiên năm 1991.

## Hình ảnh

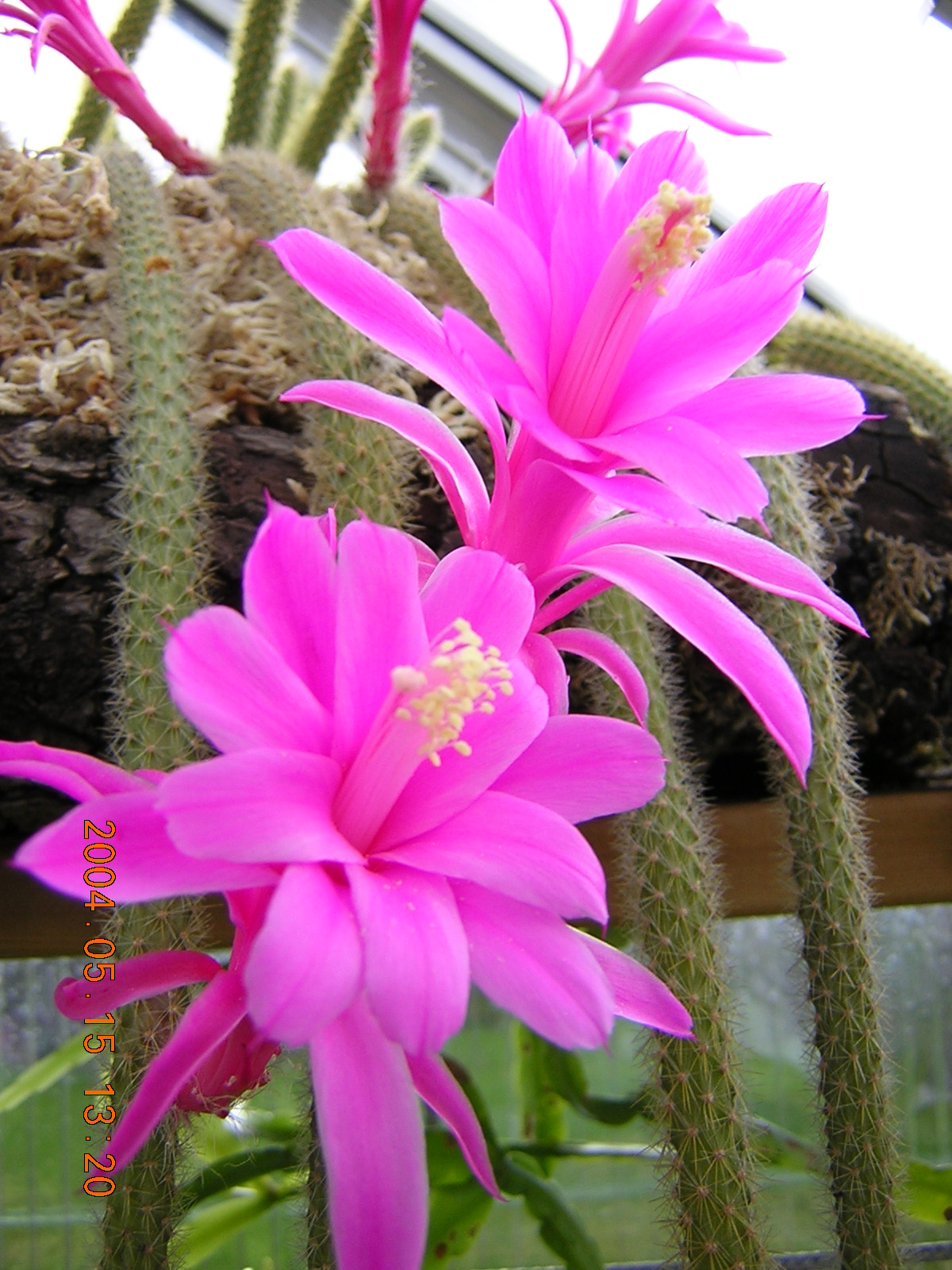
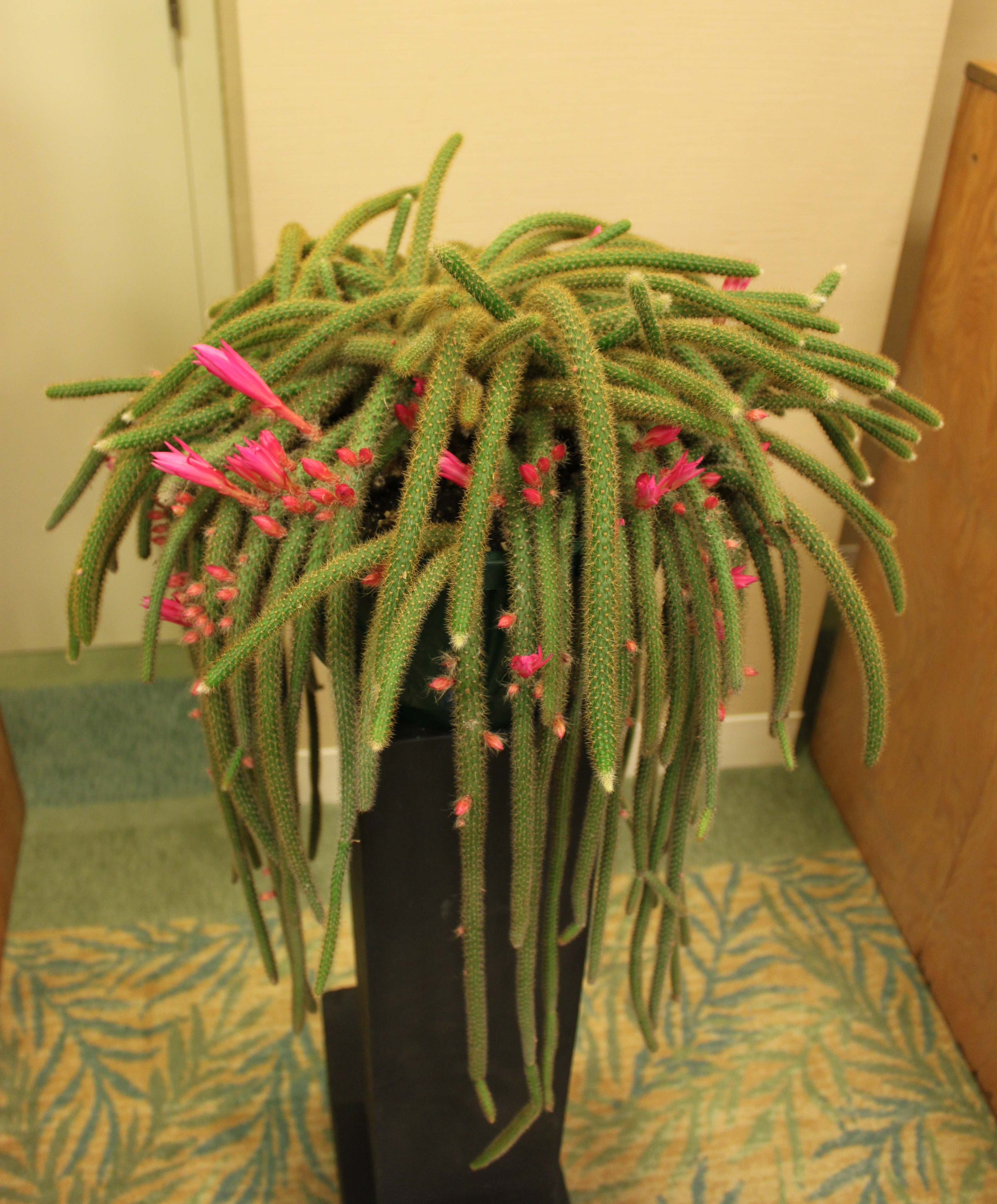
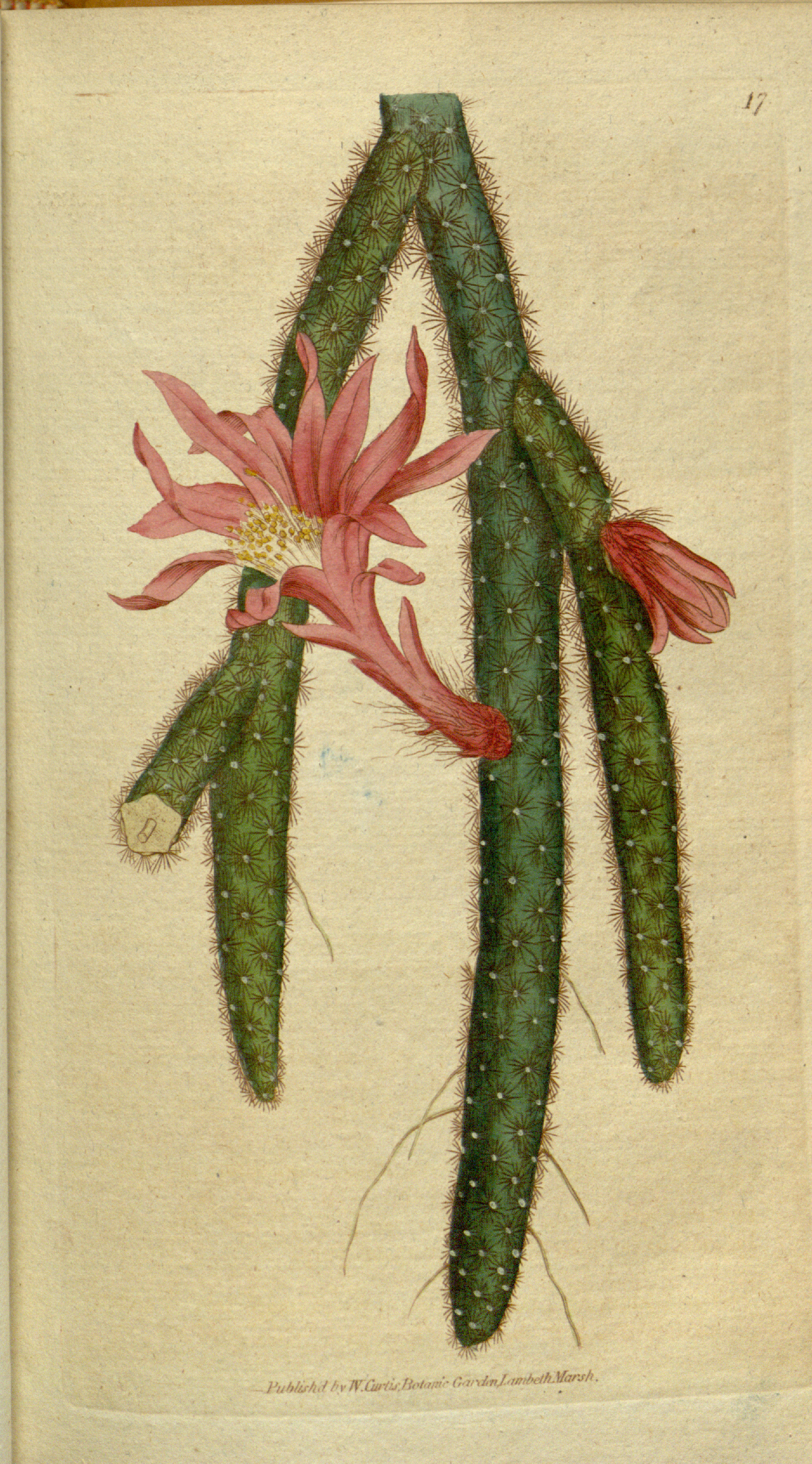
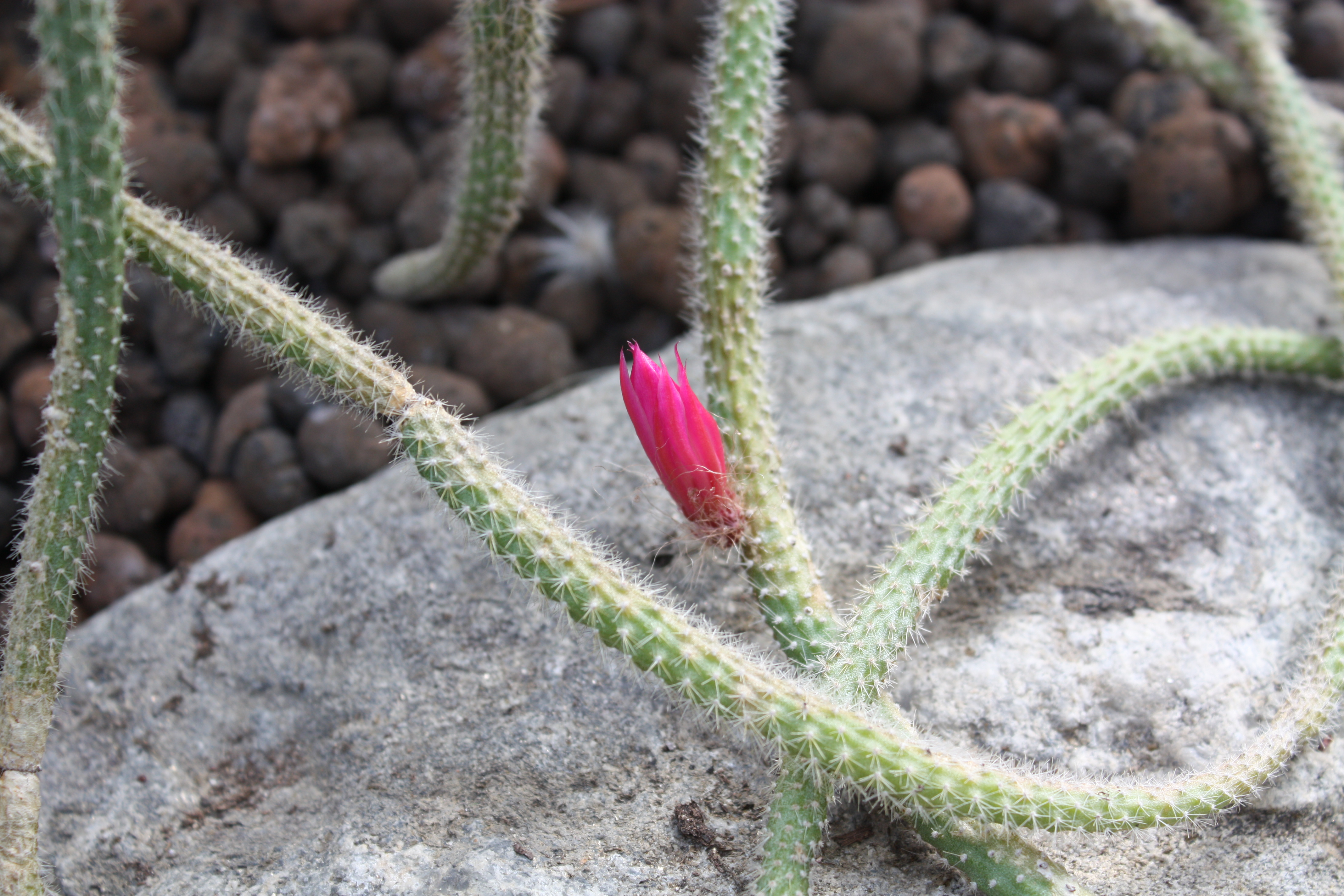